# Giambattista Velo
Giovanni Battista (Giambattista) Velo var en venetiansk greve og diplomat. Kong Frederik IV mødte ham under sit ophold i Venedig, og Velo var kortvarigt i 1710 dansk envoyé extraordinaire i Wien. Velo afløste og blev selv afløst af Frederik von Weiberg.